# Tallklipporna
Tallklipporna är öar i Finland. De ligger i Finska viken och i kommunen Kyrkslätt i landskapet Nyland, i den södra delen av landet. Öarna ligger omkring 26 kilometer sydväst om Helsingfors.
Arean för den av öarna koordinaterna pekar på är 1,3 hektar och dess största längd är 200 meter i öst-västlig riktning. Närmaste större samhälle är Esbo, 19,6 km norr om Tallklipporna.